# Poursay-Garnaud

Poursay-Garnaud este o comună în departamentul Charente-Maritime, Franța. În 1 ianuarie 2022 avea o populație de 312 de locuitori.